# 4046 Swain
4046 Swain eller 1953 TV är en asteroid i huvudbältet, som upptäcktes 7 oktober 1953 av Indiana Asteroid Program vid Indiana University Bloomington med Goethe Link Observatory. Asteroiden har fått sitt namn efter Joseph Swain.
Asteroiden har en diameter på ungefär 13 kilometer.